# Bezdrátový přenos výkonu

Bezdrátový přenos výkonu: napájecí zdroj, vysílač, antény nebo vazební prostředky, přijímač, zátěž

Bezdrátový přenos výkonu (angl. wireless power transfer) se používá rovněž ve významu jako bezdrátový přenos energie  resp. bezdrátové nabíjení baterií atp. Jde o systémy sestávající z napájecího zdroje, vysílací podsestavy, která generuje střídavé elektromagnetické pole. Toto pole přenáší výkon přes vzduchové rozhraní do přijímací podsestavy, která extrahuje výkon z pole a dodává ho do elektrické zátěže. Bezdrátový přenos výkonu je užitečný pro napájení elektrických zařízení, kde propojování pomocí drátů je nepohodlné, rizikové nebo přímo nebezpečné. Podrobnější přehled možných technologických variant je uveden v následující tabulce.  
| Technologie pro bezdrátový přenos výkonu |         |           |           |                                          | |
| Technologie                              | Dosah   | Směrovost | Frekvence | Důležité komponenty                      | Aktuální / budoucí aplikace                                                                                                   |
| induktivní vazba                         | krátký  | malá      | Hz – MHz  | cívky drátu                              | dobíjení baterií elektrických kartáčků na zuby a holicích strojků, indukční vařiče a indukční ohřev průmyslových zařízení     |
| rezonanční induktivní vazba              | střední | malá      | kHz – GHz | laděné cívky drátu, rezonátory           | nabíjení přenosných zařízení, biomedicinských implantátů, elektrických vozidel, autobusů, vlaků, RFID senzorů, chytrých karet |
| kapacitní vazba                          | krátký  | malá      | kHz – MHz | kovové deskové elektrody                 | nabíjení přenosných zařízení, chytrých karet, biomedicinských implantátů                                                      |
| magneto- dynamická vazba                 | krátký  | --.       | Hz        | rotující magnety                         | nabíjení elektrických vozidel, biomedicinských implantátů                                                                     |
| mikrovlny                                | dlouhý  | vysoká    | GHz       | parabolické antény, skenované pole prvků | solární výkonové satelity, pohon dronů, bezdrátové nabíjení zařízení                                                          |
| optické záření                           | dlouhý  | vysoká    | ≥THz      | lasery, fotočlánky, čočky                | nabíjení přenosných zařízení, pohon dronů                                                                                     |

## Bezdrátový přenos energie v blízkém poli

### Induktivní vazba
Elektromagnetická indukce umožňuje induktivní vazbu. Používá pro bezdrátové nabíjení/provoz zařízení, např. pro:
- zubní kartáčky
- chytré telefony
- holicí strojky
- kuchyňské indukční vařiče
- průmyslový indukční ohřev

### Rezonančníinduktivní vazba
Používá se pro bezdrátové nabíjení baterií např. pro:
- přenosná zařízení
- biomedicínské implantáty
- elektromobily
- elektro-autobusy
- RFID senzory
- chytré karty

Induktivní bezdrátový přenos: napájecí zdroj, oscilátor, cívky L1 a L2, usměrňovač, zátěž.
Rezonanční induktivní bezdrátový přenos: napájecí zdroj, oscilátor, rezonanční obvody, usměrňovač, zátěž
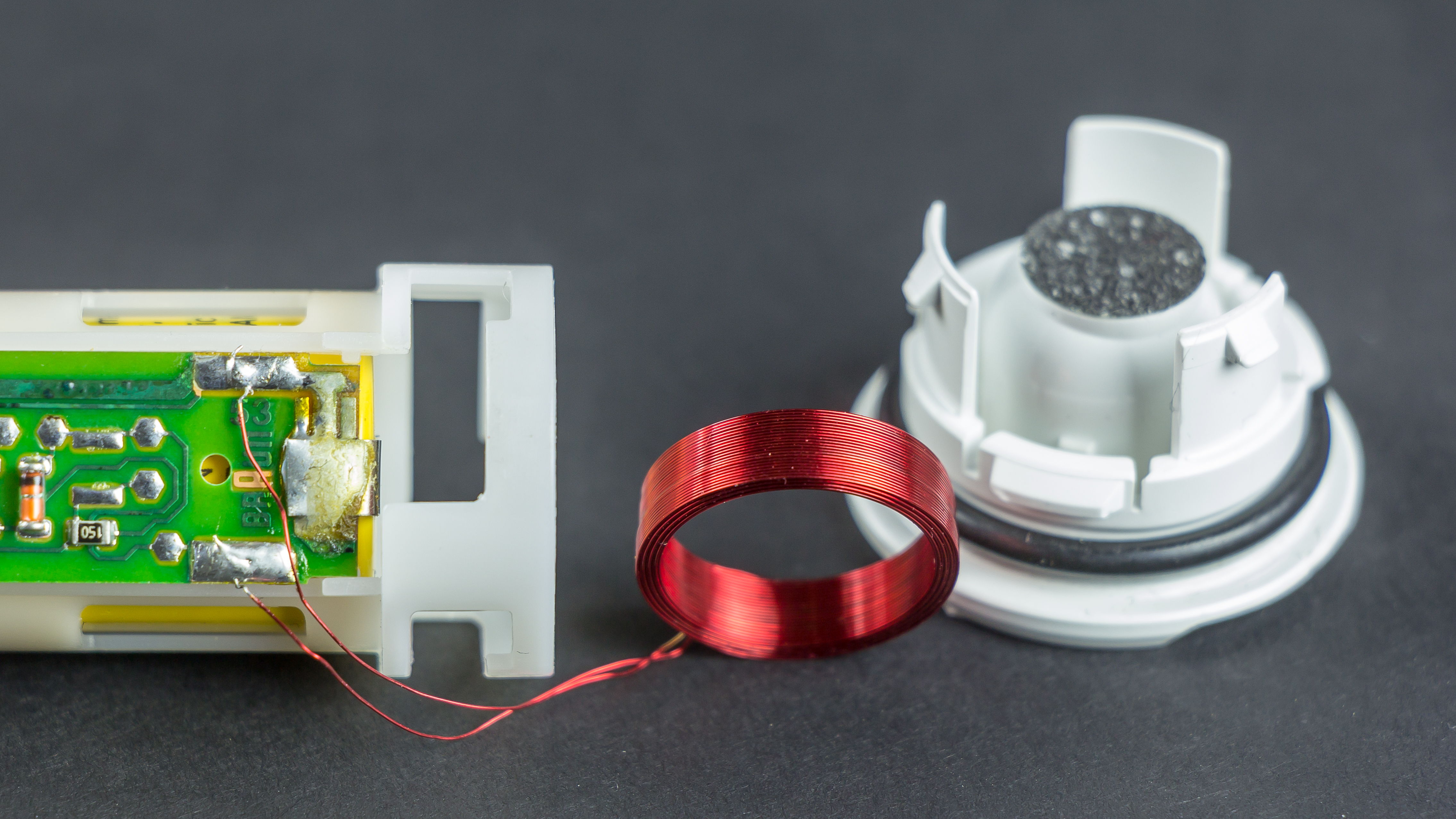
Cívka drátu pro induktivní vazbu ve spodní části elektrického kartáčku na zuby (Brown 4728)
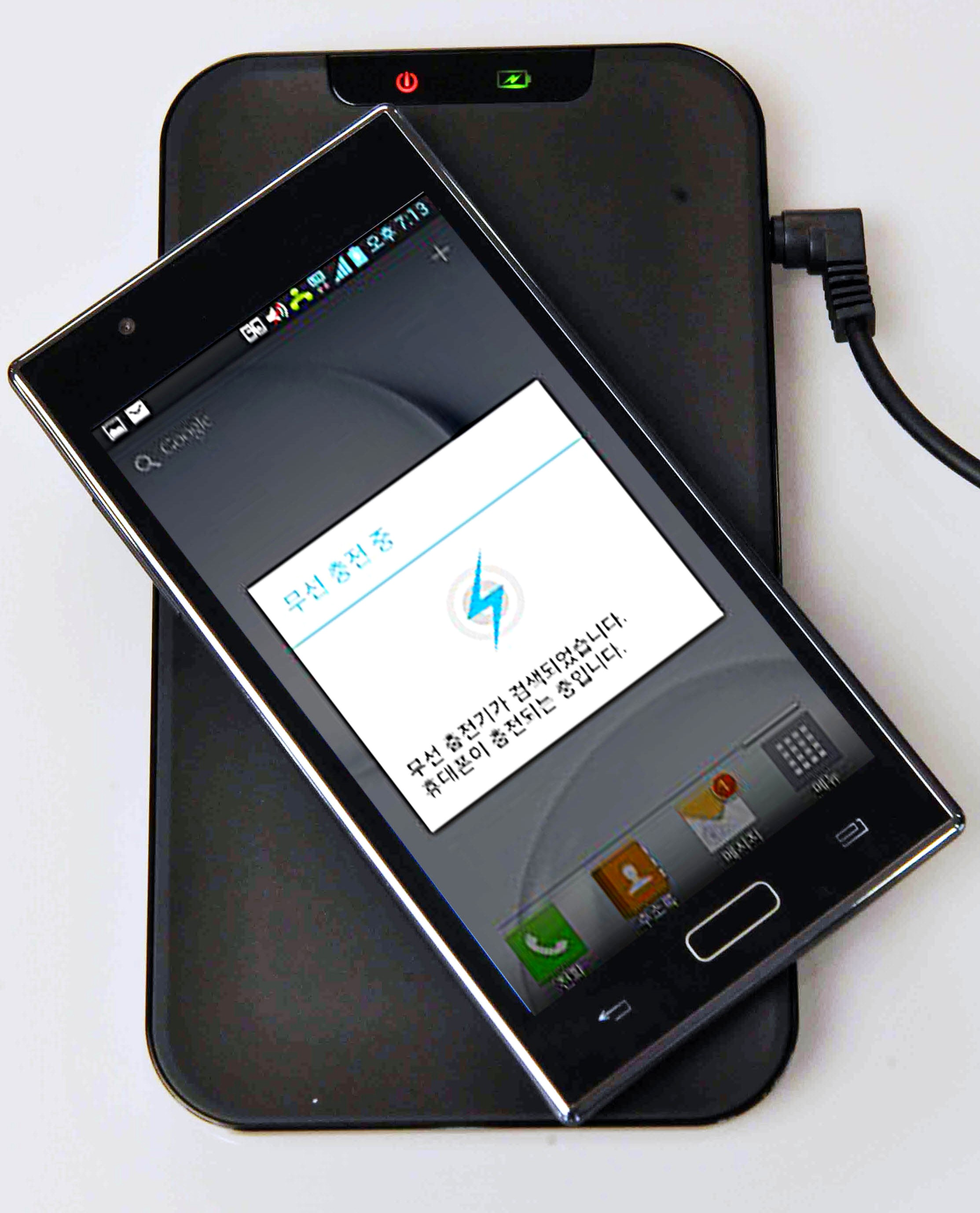
: Induktivní nabíjení baterií chytrých telefonů LG. Po umístění na podložku se telefon se začne automaticky nabíjet
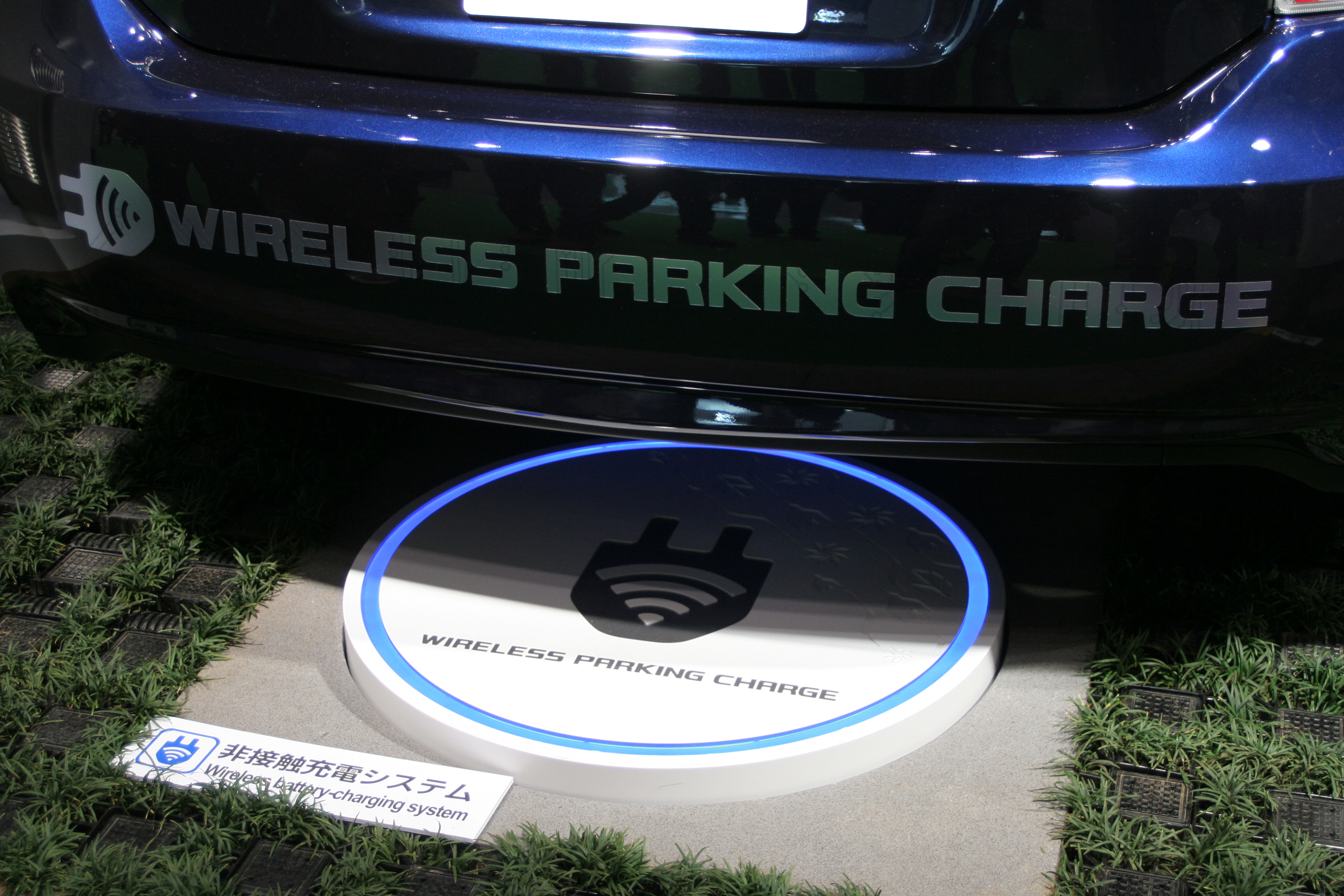
Induktivní nabíjení baterií elektromobilů (Auto Show, Tokyo 2011)
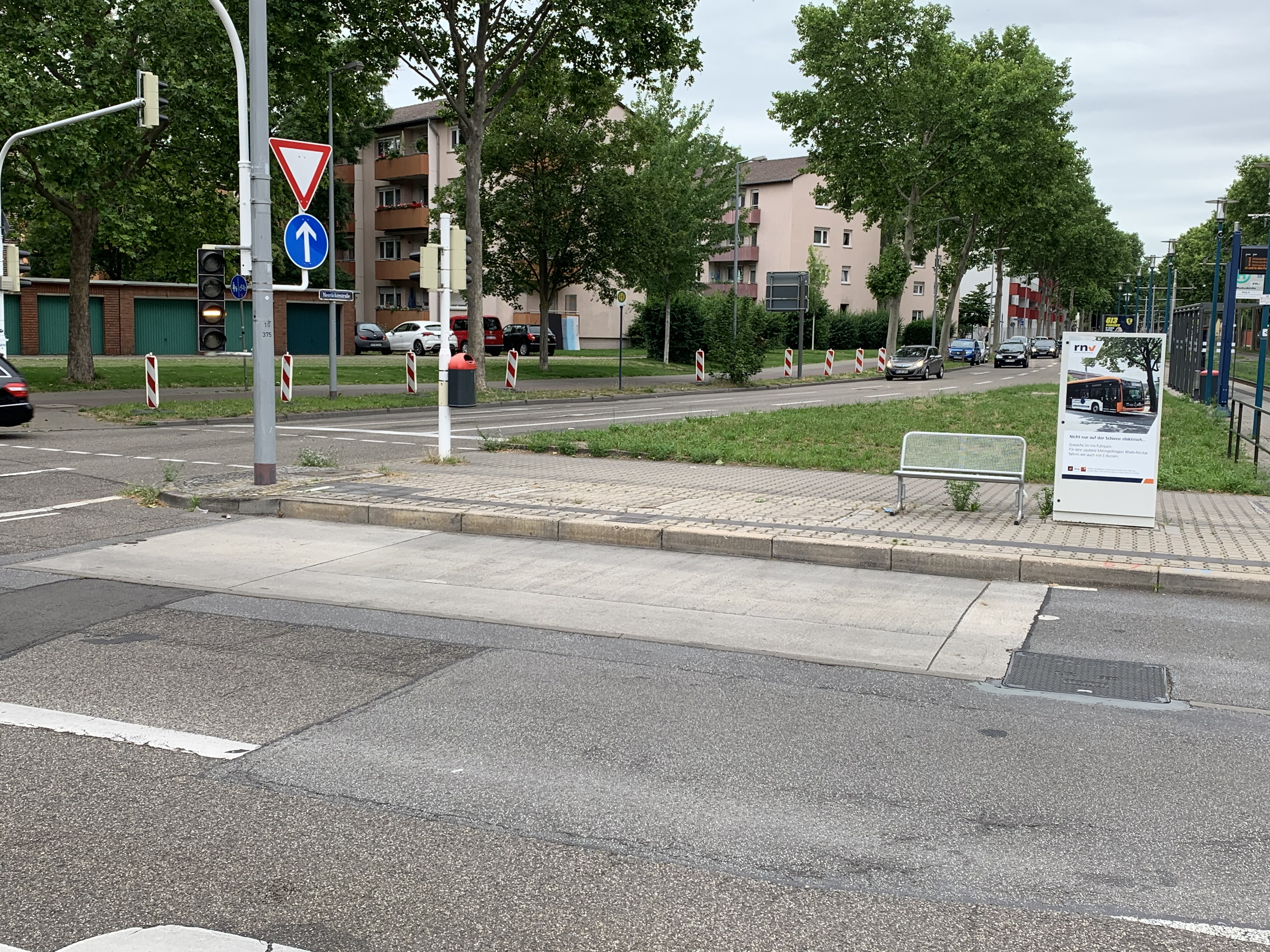
Stanoviště pro induktivní dobíjení baterií autobusů (200 kW, Manheim, BRD, 2020)

### Kapacitní vazba
Elektrostatická indukce umožňuje kapacitní vazbu pro bezdrátové nabíjení baterií. Používá se např. pro:
- přenosná zařízení
- biomedicínské implantáty
- chytré karty

Bipolární kapacitní bezdrátový přenos výkonu
Unipolární kapacitní bezdrátový přenos výkonu

### Bezdrátové reverzní nabíjení
Tato funkce umožňuje používat chytrý telefon pro (nouzové) bezdrátové nabíjení dalších zařízení, jako je jiný chytrý telefon, chytré hodinky nebo chytrý náramek, samozřejmě pouze pokud sám nabíjený přístroj bezdrátové nabíjení podporuje. Funkcí disponují například chytré telefony Huawei, Samsung či iPhone.

### Normyna bezdrátový přenos energie
- Qi (standard bezdrátového nabíjení) (čte se „čí“) jsou normy konsorcia Wireless Power Consortium s celosvětovou působností, které upřesňují bezdrátové nabíjení pro malá elektronická zařízení (5 až 15 W).
- AirFuel Inductiv (Powermat) jsou normy na induktivní nabíjení telefonů atp.
- AirFuel Resonant (Rezence) jsou normy na rezonanční induktivní nabíjení
- VDE-group DKE/AK 353.0.1 jsou normy na bezkontaktní nabíjení baterií elektrických vozidel[6].

## Přenos energie ve vzdáleném poli
Bezdrátový přenos energie ve vzdáleném poli je realizován (předpokládán) např. pomocí: 
- radiovln,
- mikrovln,
- infračerveného záření [7],
- viditelného záření.

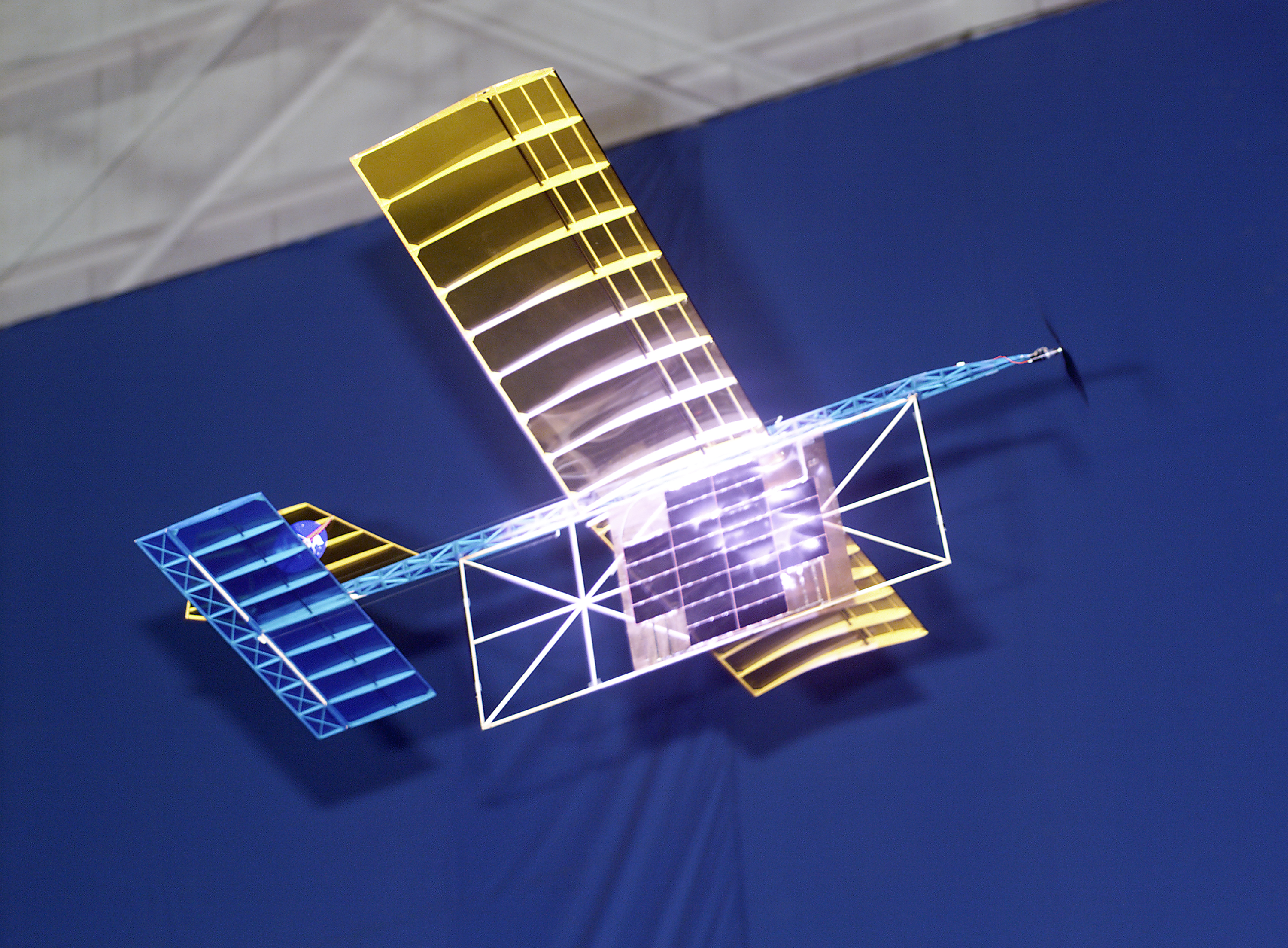
Laserový svazek dopadající na panel fotovoltaických článků "pohání" model lehkého letadla (NASA Marshall Space Flight Center, 2003)
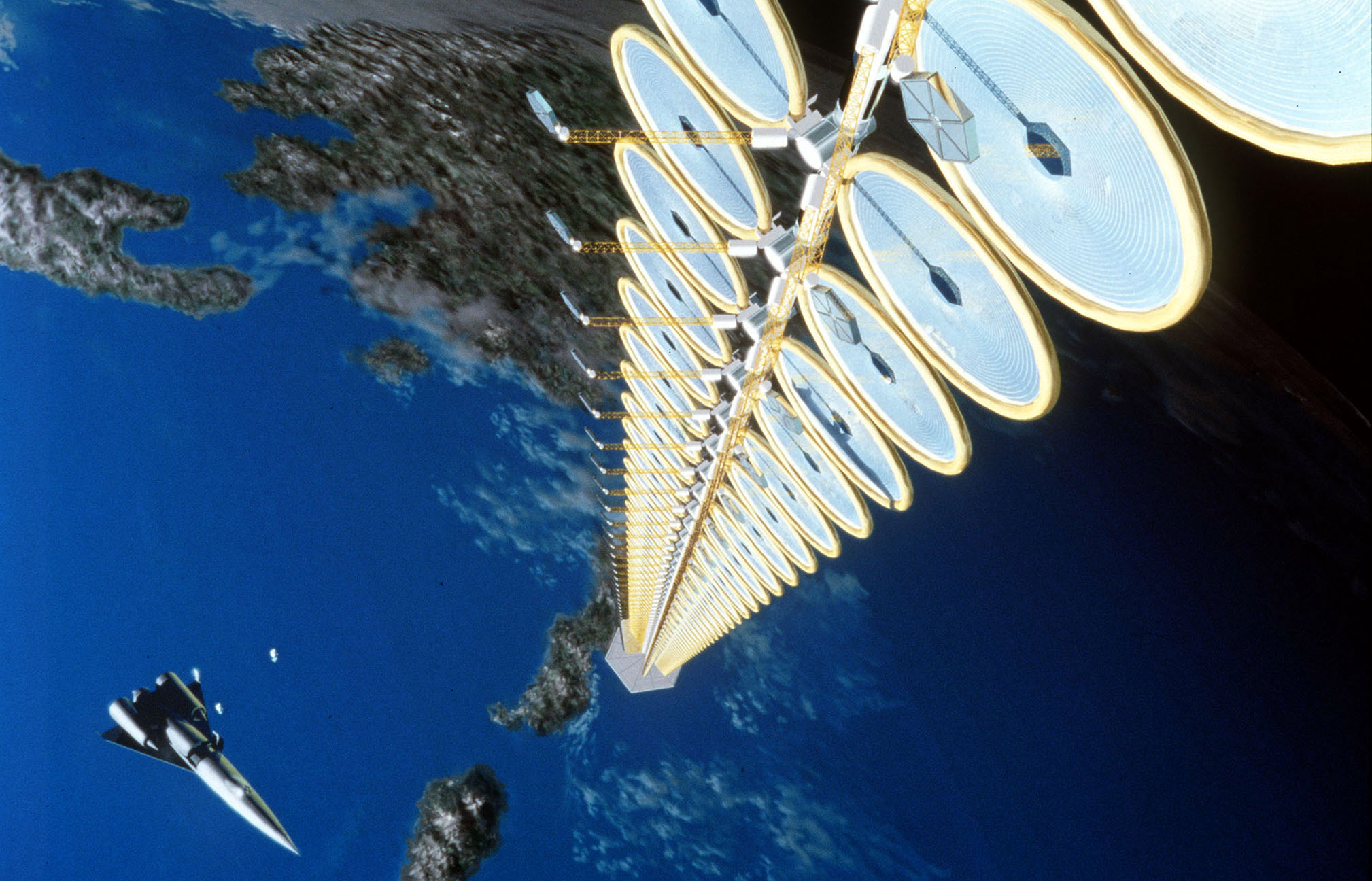
Solární satelit pro vysílání energie pomocí mikrovln pro (umělá) kosmická tělesa nebo na povrch planety (umělecká vize)